# Cisalpino

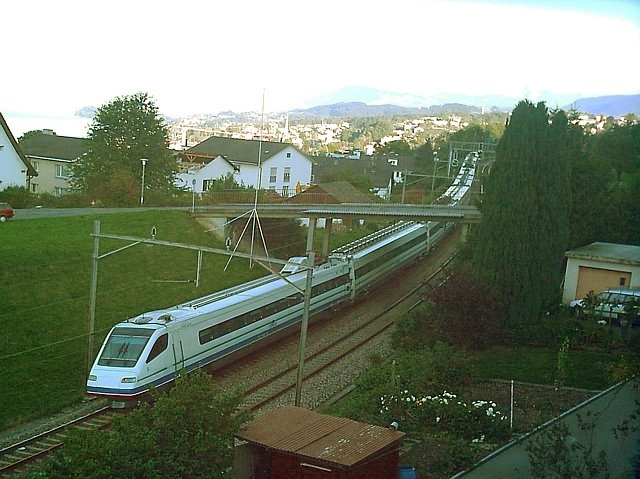
Een kantelbaktreinstel van Cisalpino in Horgen Oberdorf, Zwitserland

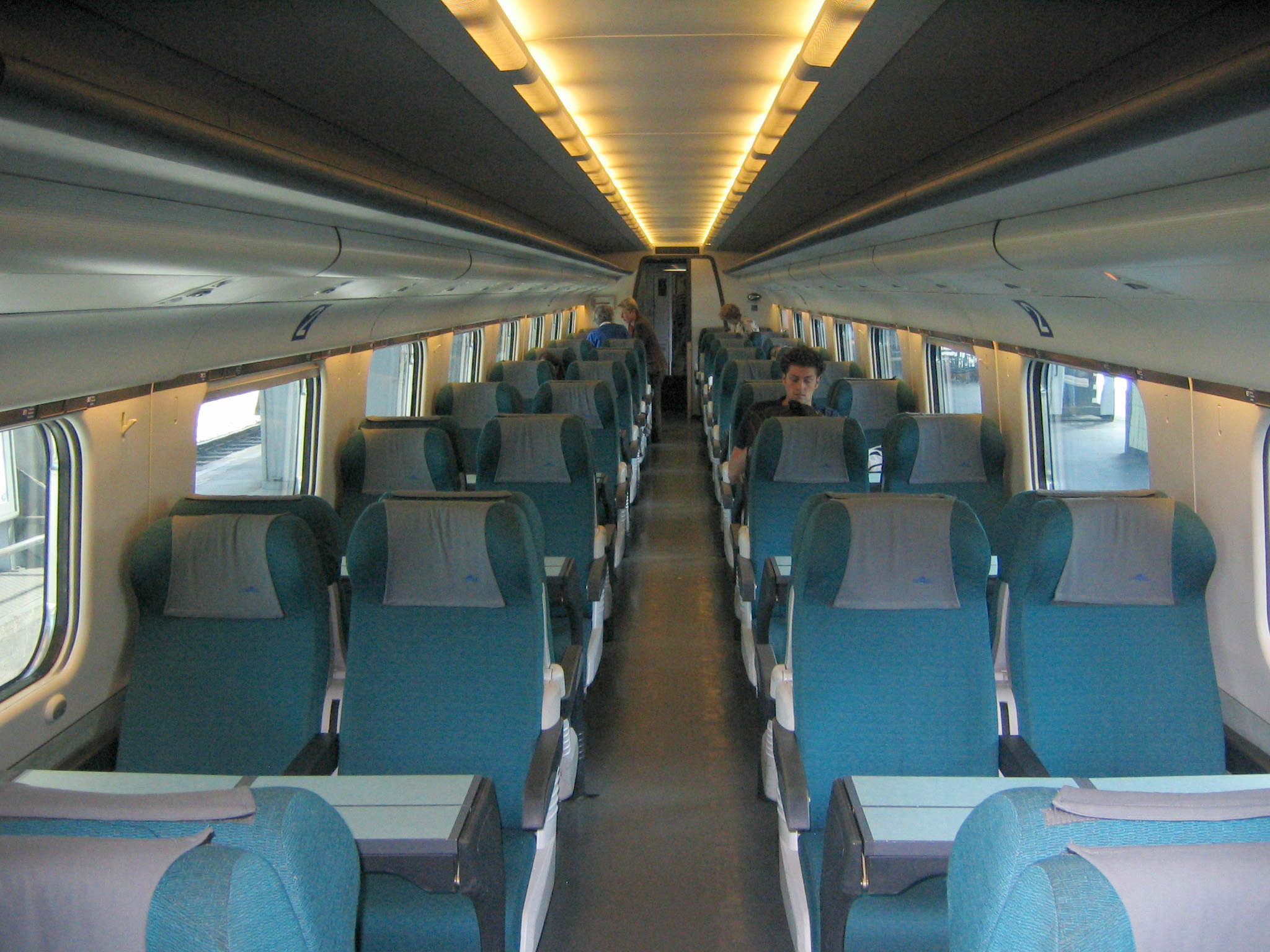
Het interieur van een kantelbaktreinstel van Cisalpino

De Cisalpino AG (afgekort CIS) was een in 1993 opgerichte Zwitserse spoorwegmaatschappij die treindiensten uitvoerde tussen Duitsland, Zwitserland en Italië. Op 13 december 2009 werd het bedrijf ontbonden.

## Geschiedenis
De aandelen van de CIS waren voor 50% in handen van Schweizerische Bundesbahnen (SBB) en voor 50% in handen van Trenitalia (FS). Het hoofdkantoor was in Muri bij Bern gevestigd. De activiteiten worden op de achtergrond voortgezet.
Op 25 september 2009 werd aangekondigd dat Cisalpino per 13 december 2009 niet meer actief betrokken is bij het personenvervoer. Het personenvervoer werd door de moedermaatschappijen SBB en FS voortgezet.
Daarbij werden de treinen die Cisalpino bezit verdeeld:
- De treinen van het type ETR 470 worden als volgt verdeeld: 5 treinen gaan naar Trenitalia en 4 treinen gaan naar Schweizerische Bundesbahnen (SBB).
- De treinen van het type ETR 610 worden als volgt verdeeld: 7 treinen gaan naar Trenitalia en 7 treinen gaan naar Schweizerische Bundesbahnen (SBB).

### Pendolino
Voor deze treindiensten wordt gebruikgemaakt van de ETR 470, een kantelbaktrein die afgeleid is van de Italiaanse Pendolino's van de serie ETR 460. De ETR 470 kan een maximumsnelheid van 250 km/h halen en kan zowel op 3 kV gelijkspanning (Italië) als 15 kV wisselspanning (Duitsland en Zwitserland) rijden. De inzet van Cisalpino-treinstellen ETR 470 in Duitsland behoort sinds december 2006 tot het verleden.
Sinds december 2004 exploiteert Cisalpino ook de conventionele EuroCity-treinen tussen Zwitserland en Italië. Hiervoor heeft het een aantal Eurocity-rijtuigen overgenomen van de SBB.

### Nieuwe Pendolino
De Nieuwe Pendolino wordt gebouwd door ALSTOM Ferroviaria voor Trenitalia en Cisalpino, die bekendstaat als de FS ETR 600 en als CIS ETR 610. Ze vertegenwoordigen een verdere ontwikkeling van de oudere modellen om beter tegemoet te komen aan de eisen die door de markt en de klanten van Trenitalia en Cisalpino.
De ETR 610 (ook bekend als de Cisalpino Due), is geschikt voor de spanning en seinstelsels gebruikt in Italië, Zwitserland en Duitsland. De presentatie van het treinstel vond plaats in september 2007 te Airolo. De indienststelling van de treinstellen wordt aan het eind van 2008 verwacht.

## Treindiensten
Cisalpino AG exploiteerde tot 13 december 2009 de volgende verbindingen:
Kantelbaktrein:
- Zürich - Stuttgart (tot december 2006)
- Schaffhausen - Milaan - Florence
- Schaffhausen - Milaan - Livorno
- Basel / Bern - Milaan
- Genève - Milaan - Venetië

Eurocity:
- EC Cinque Terre: Zürich - Milaan - La Spezia - Livorno
- EC Canaletto: Zürich - Milaan - Venetië